# Yam

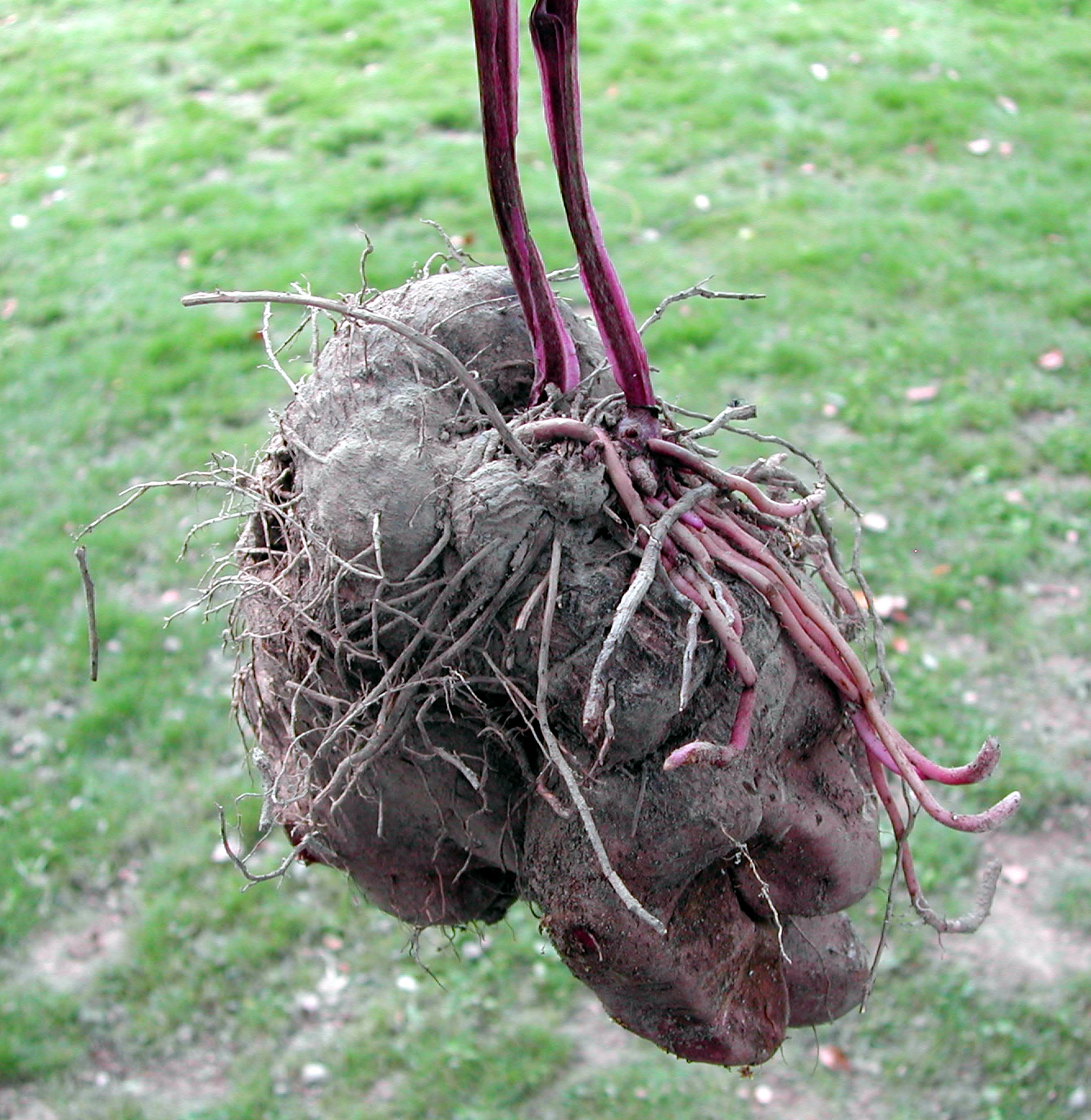

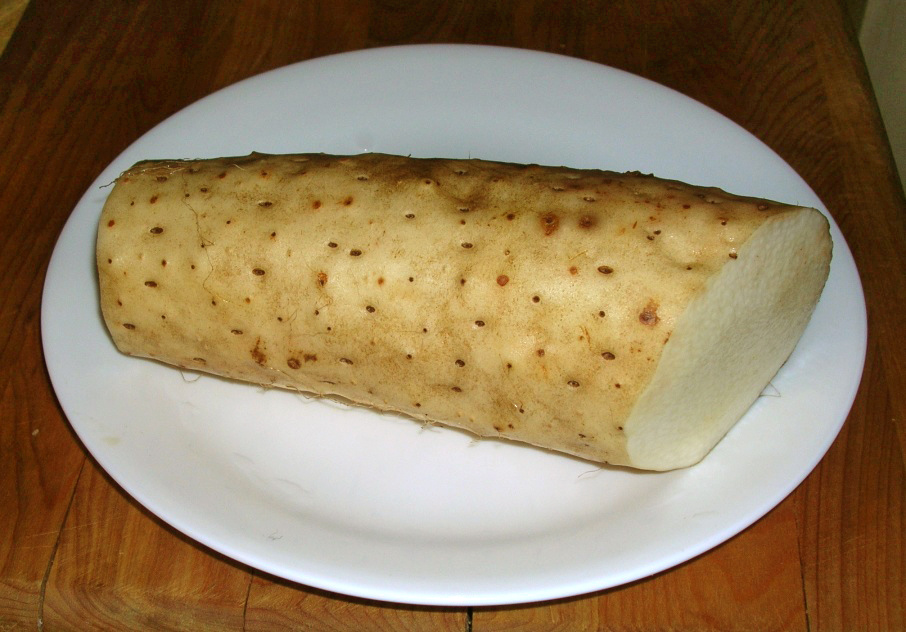

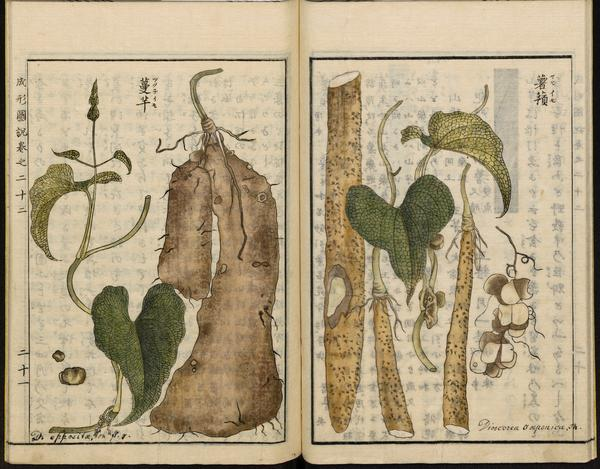
Twee varianten van Yam, afkomstig uit de Japanse landbouw-encyclopedie Sekei Zusetsu (1804)

Yam of napi is een eetbare wortelknol, van een lid van het geslacht Dioscorea.

## Geschiedenis
De yamswortel is een zeer oude cultuurplant, die in Azië al rond 3000 v.Chr. werd verbouwd. Hij staat in Azië bekend als Chinese yam en in Japan als nagaimo. Hij is in Afrika vandaag de dag nog steeds een belangrijk voedingsmiddel. De domesticatie van de yam verliep op de continenten parallel.

## Beschrijving
De knollen zijn zeer variabel in vorm. Ze kunnen rond, langwerpig of vertakt zijn. Het gewicht van een uitgegroeide knol kan 1 kg tot meer dan 50 kg zijn. De binnenkant kan wit, geel of roze gekleurd zijn.

### Soorten
- Dioscorea alata - paarse yam of ube

## Gebruik
De yam is in de tropen als basisvoedsel net zo belangrijk als de aardappel in de gematigde streken. De knollen worden meestal tien tot twaalf maanden na aanplanting geoogst. De knollen kunnen tot zes maanden bewaard worden in temperaturen tot 25 °C. Ze kunnen worden gekookt, gebakken of gefrituurd. Verder kunnen de knollen tot meel, chips en deeg worden verwerkt. In Afrika wordt uit het meel met water een brijachtige massa (fufu) gemaakt.
Ongeveer zestig soorten leveren eetbare knollen. Sommige soorten bevatten het giftige alkaloïde dioscorine dat echter bij het koken afgebroken wordt. De meeste soorten hebben een zetmeelgehalte van rond de 25%. Rond 95% van de wereldproductie komt uit Afrika. Nigeria is de belangrijkste producent.

## Wereldwijde productie
| Topproducenten van yam 2018   | Topproducenten van yam 2018 |
| Land                          | Productie (ton)             |
| ----------------------------- | --------------------------- |
| Nigeria                       | 47.532.615                  |
| Ghana                         | 7.858.209                   |
| Ivoorkust                     | 7.252.570                   |
| Benin                         | 2.944.944                   |
| Togo                          | 858.783                     |
| Kameroen                      | 674.776                     |
| Centraal-Afrikaanse Republiek | 513.489                     |
| Tsjaad                        | 484.700                     |
| Haïti                         | 423.545                     |
| Colombia                      | 419.267                     |

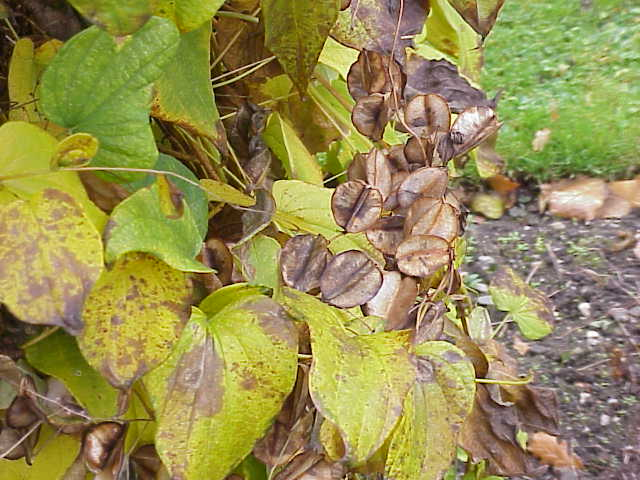
Dioscorea balcanica
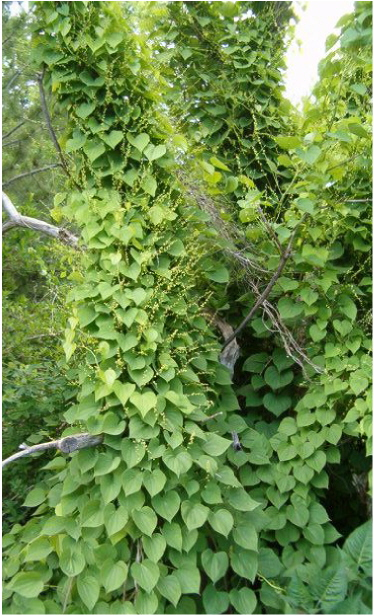
Dioscorea balcanica